# 親衛隊第33師 (匈牙利)
親衛隊第33騎兵師（匈牙利第3師）（德語：33. Waffen-Kavallerie-Division der SS (ungarische Nr. 3)）是由匈牙利人志願者組成，於1944年12月成立的一支武裝親衛隊騎兵師。
該師在成立後從未擁有超過團級規模，而在布達佩斯一帶的戰鬥中幾乎被摧毀殆盡，後便於次月與親衛隊第26武裝擲彈兵師（匈牙利第2師）合併。
也有來源指出親衛隊第33騎兵師（匈牙利第3師）僅名義上的編制。
33的番號後由第33「查理曼」武裝擲彈兵師（法蘭西第1師）繼承。